# فضل أحمد
فضل أحمد (مواليد 1941)، هو محامي وسياسي روهينغي سابق من ميانمار. كان زعيم الحزب الوطني الديمقراطي لحقوق الإنسان (NDPHR). وقد انتخب رئيسًا للبرلمان الميانماري خلال الانتخابات العامة البورمية عام 1990 .

## النشأة
ولد فضل أحمد في عام 1941 في قرية باسوبا في مونغدو في أراكان في بورما البريطانية . والده هو محمد كالو. ودرس في المدرسة الثانوية الحكومية في منغدو. ثم أكمل دراستة الجامعية وتخرج محاميًا. وعمل أيضًا في مكتب نائب المفوض في منغدو.

## الحياة السياسية
كان فضل عضوًا في اللجنة التنفيذية المركزية للمؤتمر الوطني لحقوق الإنسان. أعترض فضل على الانتخابات العامة لعام 1990 من دائرة منغدو - 2. وفاز بالانتخابات بتفويض من 24833 صوتًا من أصل 58230 صوتًا. وكان واحدًا من أربعة نواب في البرلمان البورمي من الروهينغيا.

## الاعتقال
حظر المجلس العسكري البورمي الحزب الوطني الديمقراطي في عام 1992. وألقي القبض على فضل أحمد وتعرض للتعذيب.